# Roseobacteraceae
Die Roseobacteraceae sind eine Familie von Bakterien. Hier sind viele Arten vereint, im März 2024 wurden fast 140 Species der Familie zugeordnet. Viele sind marinen Ursprungs.
Sie können in dem nährstoffarmen offenen Ozean eine relativ große Vielzahl von Stoffwechselvorgängen nutzen, um die Nährstoffarmut auszugleichen. Viele können eine Art der Photosynthese einsetzen, um Energie zu gewinnen, einige sind in der Lage, das Treibhausgas Kohlenmonoxid zu nutzen und viele produzieren das klimarelevante Gas Dimethylsulfid durch den Abbau von Algenresten.
Mitglieder der Roseobacter-Linie spielen somit eine wichtige Rolle im globalen Kohlenstoff- und Schwefelkreislauf.

## Merkmale
Die Arten der Roseobacteraceae sind meist polar begeißelt. Die Zellteilung erfolgt binär oder bei einigen Arten auch durch Knospung. Die Mehrzahl ist pigmentiert. Die meisten Arten bilden Polyhydroxybuttersäure als Speicherstoff.

## Stoffwechsel und Wachstum
Das wichtigste, bei einigen Arten auch das einzige, respiratorische Chinon ist Ubichinon-10, wie bei fast allen Vertretern der Klasse Alphaproteobakterien. Die Arten sind, den Stoffwechsel betreffend, sehr vielfältig. Es sind photoheterotrophe und chemoheterotrophe Arten vorhanden. Viele sind marinen Ursprungs. Mehrere Arten wurden aus Umgebungen mit hohem Salzgehalt isoliert (d. h. ≥3,5 % NaCl); viele benötigen NaCl für ihr Wachstum. Der Abbau der von Algen gebildeten Schwefelverbindung Dimethylsulfoniopropionat (DMSP), entweder durch Demethylierung oder Spaltung oder auch durch beides, ist eine gemeinsame Fähigkeit der Arten. Viele der Arten verfügen auch über einen auf Acyl-Homoserinlacton basierenden Quorum-Sensor. Der G+C-Gehalt beträgt 51,7–72,1 %.
In der Familie sind auch Arten vorhanden, die neben Sulfid auch Eisen oxidieren. Hierzu zählen Rhodovulum iodosum und Rhodovulum robiginosum, diese Bakterien benötigen hierzu noch organische Verbindungen, wie z. B. Essigsäure. Sie sind also nicht chemolithoautotroph.
Die Mehrzahl der Arten, wie z. B. Roseobacter denitrificans, sind in der Lage eine aerobe anoxygene Photosynthese zu betreiben (AAnP oder AAP). Wasser wird hierbei (im Gegensatz zu der pflanzlichgen Photosynthese) nicht genutzt und Sauerstoff wird somit nicht produziert. Aerobe anoxygenische phototrophe Bakterien wachsen nicht photoautotroph und sind von der zusätzlichen Aufnahme von Kohlenstoff aus organischen Quellen abhängig. Man spricht von einem photoheterotrophen Stoffwechsel. Bei den Roseobacteraceae wird zu der aerobe anoxygene Photosynthese das Bakteriochlorophyll a eingesetzt. Arten, die Bakteriochlorophyll a besitzen, sind z. B. bei Dinoroseobacter, Jannaschia, Loktanella, Marivita, Roseobacter, Sulfitobacter und Thalassobacter zu finden.
Aufgrund eines deutlich geringeren Bakteriochlorophyll-a-Gehaltes, eines geringeren Verhältnisses von Antennenkomplexen zu photosynthetischen Reaktionszentren und des Fehlens ausgedehnter intrazellulärer Membransysteme ist der Energiegewinn bei der aeroben anoxygenen Phototrophen deutlich geringer als bei photoautotrophen Bakterien. Dieser Stoffwechselweg dient somit nur zur Ergänzung der Energiegewinnung.
Auch Denitrifizierer sind in der Familie vorhanden, wie z. B. Roseobacter denitrificans.

## Systematik
Die Familie wurde 2019 aufgestellt.
Zuvor zählten die Mitglieder zu der Familie Rhodobacteraceae welche 2022 aufgelöst wurde. Die Mitglieder wurden aufgrund taxonomischen Untersuchungen auf die neuen Familien Roseobacteraceae, Paracoccaceae, Stappiaceae, Ahrensiaceae und die Paracoccaceae verteilt. Die für die ursprüngliche Familie namensgebende Gattung Rhodobacter wurde zu den Paracoccaceae gestellt.
Es folgt eine Auswahl von Arten:
- Actibacterium Lucena et al. 2012
- Aestuariivita Park et al. 2014
- Agaricicola Chu et al. 2010
- Albibacillus Hördt et al. 2020
- Amylibacter Teramoto and Nishijima 2014
- Antarctobacter Labrenz et al. 1998
- Aquicoccus Feng et al. 2018
- Brevirhabdus Wu et al. 2015
- Cribrihabitans Chen et al. 2014
- Epibacterium Penesyan et al. 2013
- Gaetbulicola Yoon et al. 2010
- Hasllibacter Kim et al. 2012
- Jannaschia Wagner-Döbler et al. 2003
- Leisingera Schaefer et al. 2002
- Litoreibacter Romanenko et al. 2011
- Loktanella Van Trappen et al. 2004
- Lutimaribacter Yoon et al. 2009
- Marimonas Thongphrom et al. 2017
- Nautella et al. 2009
- Neptunicoccus Zhang et al. 2018
- Oceanicola Cho and Giovannoni 2004
- Octadecabacter Gosink et al. 1998
- Phaeobacter Martens et al. 2006
- Roseibacterium Suzuki et al. 2006
- Roseobacter Shiba 1991
- Roseovarius Labrenz et al. 1999
- Ruegeria Uchino et al. 1999
- Sagittula Gonzalez et al. 1997
- Salinihabitans Yoon et al. 2009
- Salipiger Martínez-Cánovas et al. 2004
- Tateyamaria Kurahashi and Yokota 2008
- Thiobacimonas Li et al. 2015
- Wenxinia Ying et al. 2007
- Youngimonas Hameed et al. 2014

## Ökologie
Roseobacteraceae ist eine der am häufigsten vorkommenden Bakteriengruppen in marinen Ökosystemen. Einige wurden auch aus Umgebungen mit hohen Salzgehalt (Halophilie) und terrestrischen Umgebungen isoliert. So wächst Salipiger mucosus optimal in einem Medium mit 9–10 % NaCl. Die Art wurde aus einem hypersalinen Lebensraum im Südosten Spaniens isoliert. Auch aus der Tiefsee stammen einige Arten, wie z. B. Thiobacimonas profunda, Pelagibaca abyssi, Salipiger nanhaiensis, zwei Arten von Roseovarius (R. halotolerans und R. indicus), Palleronie abyssalis und Roseivivax marinus.
Neben frei im Wasser lebenden Arten sind auch Vertreter vorhanden, die mit verschiedenen Algen und anderen marinen Lebewesen assoziiert sind. So wurde die Art Dinoroseobacter shibae von Dinoflagellaten isoliert. Es handelt sich wahrscheinlich um eine Symbiose. Das Bakterium produziert die Vitamine B1 und B12, im Gegenzug erhält sie von der Alge wahrscheinlich Photosyntheseprodukte. Das Genom von Dinoroseobacter shibae wurde vollständig sequenziert. Epibacterium ulvae wurde von der Oberfläche von Meeresalgen der Gattung Ulva, Litoreibacter albidus von einer Meeresschnecke (Umbonium) im Sediment des Japanischen Meeres und Hasllibacter halocynthiae von einer Seescheide (Ascidiae) der Gattung Halocynthia isoliert. Des Weiteren sind konsistente Assoziationen oder auch symbiotische Beziehungen zwischen Kieselalgen (Diatomeen) und verschiedene Rhodobacteraceae-Arten bekannt, darunter Silicibacter, Ruegeria, Sulfitobacter, Roseobacter, Roseovarius und Donghicola.
Innerhalb der Roseobacteraceae sind nur wenige pathogene Arten vorhanden. Einige Beispiele sind in der Gattung Roseovarius zu finden. So ist R. crassotreae Verursacher der Austernkrankheit "Juvenile Oyster Disease" (JOD), die auch als "Roseovarius oyster disease" (ROD) bezeichnet wird. Es handelt sich um eine Krankheit, die bei Austern der Art Crassostrea virginica an der Nordostküste der USA auftritt.
Es wurden auch kryophile ("kälteliebende") Arten aus polaren Gebieten isoliert. Hierzu zählen Arten von Octadecabacter welche im Habitatbereich des Meereises vorkommen. Arten von Loktanella wurden aus mikrobielle Matten in antarktischen Seen isoliert. Brevirhabdus pacifica wurde aus einer Tiefseesedimentprobe aus einem hydrothermalen Schlotfeld isoliert.
Es sind auch im Boden vorkommende Vertreter bekannt, z. B. Arten von "Ketogulonicigenium". Der Stamm Citreicella sp. SE45 wurde aus dem Detritus von dem Gras Sporobolus alterniflorus aus den Salzwiesen im Südosten der USA isoliert.
Die Elemente Chrom und Kupfer, die bekanntermaßen für viele Lebewesen toxisch sind, zeigten positive Wirkung auf einige Bakteriengruppen der Roseobacteraceae. So tolerieren Arten der Gattung Rubellimicrobium Chrom (Cr).

### Bildung von Dimethylsulfid

Struktur von Dimethylsulfid

Struktur von Dimethylsulfoniopropionat

Roseobacter-Stämme gehörten zu den ersten isolierten aeroben Bakterien, die auf Dimethylsulfoniopropionat (DMSP) wachsen. Sie sind in der Lage, die Verbindung abzubauen und hierbei das klimarelevante Gas Dimethylsulfid (C2H6OS, Abk. DMS) zu bilden. Dies ist auch einer der Gründe für ihre enge Verbindung mit Algenblüten, da bei Algenblüten große Mengen Dimethylsulfoniopropionat gebildet werden. Sie leisten einen großen Anteil an der globalen Produktion dieses Gases.
Der Abbau von DMSP kann durch Spaltung als auch durch Demethylierung/Dethiolierung erfolgen. Arten von Roseobacteraceae sind die einzigen Bakterien, von denen bekannt ist, dass sie sowohl über den Spaltungs- als auch über den Demethylierungs-/Dethiolierungsweg verfügen. Die beiden verschiedenen Wege des DMSP-Abbaus haben grundlegend unterschiedliche biogeochemische Auswirkungen. Bei der Spaltung in mehrere kleine Verbindungen wird von dem Bakterium ausschließlich der Kohlenstoff genutzt, das hierbei gebildete Dimethylsulfid wird an die Umgebung wieder abgegeben. Der Demethylierungs-/Dethiolierungsweg hingegen führt zur Aufnahme von sowohl kohlenstoff- als auch schwefelhaltigen Teilen von DSMP in mikrobielle Zellen und verlängert somit deren Verweildauer in der Biomasse.
Die Produktion von Dimethylsulfid bei der Spaltung erhöht die Bildung von Wolkenkondensationskernen, fördert also die Wolkenbildung und wirkt somit dem Prozess der globalen Erwärmung entgegen.
Zu den Arten, die DMSP nutzen, zählt z. B. Ruegeria pomeroyi. Diese Art wurde hinsichtlich des Schwefelstoffwechsels umfassend untersucht. Weitere Beispiele sind Arten von Roseovarius, Sulfitobacter, Silicibacter, Oceanibulbus und Phaeobacter.

### Nutzung anderer Schwefelverbindungen
Arten der Roseobacter-Gruppe ist auch an zahlreichen anderen Reaktionen mit Schwefelverbindungen beteiligt. So können verschiedene Bakterien dieser Gruppe auch Methanthiol (CH3SH) und Methansulfonat (CH3SO3-) nutzen. Auch anorganischen Schwefelverbindungen können von verschiedenen Arten oxidiert werden. So reduziert Sulfitobacter pontiacus Sulfit, elementaren Schwefel und Thiosulfat zu Sulfat.
Es kommt in der oxischen/anoxischen Grenzschicht des Schwarzen Meeres vor. Die Sulfitreduktaseaktivität ist fast so hoch, wie die von autotrophen anorganischen Schwefelreduzierern. Thiosulfat erhöht die Wachstumsstärke mancher Stämme teilweise um bis zu 45 %. Es ist aber nicht bekannt, dass diese Bakterien lithoautotroph wachsen. Im Genom von Sulfitobacter pontiacus wurden auch Gene gefunden, die für die Oxidation von CO zu CO2 kodieren. Das Fehlen von RuBisCO oder anderer vollständiger Wege für autotrophes Wachstum deutet darauf hin, dass das Bakterium Energie, aber nicht Kohlenstoff, durch Oxidation von CO gewinnt. Der Stoffwechsel ist also lithoheterotroph, für Kohlenstoff werden organische Quellen benötigt.

## Industrielle Nutzung
Einige Arten, wie z. B. Stämme von Phaeobacter, produzieren die antibiotisch wirksame Tropodithietsäure (TDA).
Bei einigen Arten, hier auch bei Stämmen von Phaeobacter, wurde der Einsatz als probiotische Bakterien in Aquakulturen untersucht. "Ketogulonicigenium" wird für die industrielle Herstellung von Vitamin C genutzt. Von einem Stamm der Gattung Citreicella wurde Tyrosinase (csTyr) isoliert. Tyrosinasen sind Enzyme die für die Biosynthese von Catechinverbindungen ohne zusätzliche Cofaktoren eingesetzt werden können. Das neu isolierten Tyrosinas-Enzym csTyr kann zur Produktion von Piceatannol eingesetzt werden. Piceatannol ist ein Resveratrol-Derivat mit einer zusätzlichen Hydroxylgruppe. Es hat stärkere antitumorale und antioxidative Eigenschaften als Resveratrol.

## Genutzte Literatur
- María J. Pujalte, Teresa Lucena, María A. Ruvira, David Ruiz Arahal, M. Carmen Macián: The Family Rhodobacteraceae. In: The Prokaryotes. Springer Berlin Heidelberg, Berlin, Heidelberg 2014, ISBN 978-3-642-30196-4, S. 439–512, doi:10.1007/978-3-642-30197-1_377 (springer.com [abgerufen am 7. April 2024]).
- Irene Wagner-Döbler, Hanno Biebl: Environmental Biology of the Marine Roseobacter Lineage. In: Annual Review of Microbiology. Band 60, Nr. 1, 1. Oktober 2006, ISSN 0066-4227, S. 255–280, doi:10.1146/annurev.micro.60.080805.142115 (annualreviews.org [abgerufen am 27. Februar 2024]).

## Weiterführende Literatur
- Sonja Voget, Markus Göker, Thorsten Brinkhoff: Genomik: Grundlage zum Verständnis des Erfolgs von Roseobacter-Gruppe. In: BIOspektrum. Band 20, Nr. 3, Mai 2014, ISSN 0947-0867, S. 279–282, doi:10.1007/s12268-014-0441-2 (springer.com [abgerufen am 7. Februar 2025]).